# N-62 (航空機)
N-62 イーグレット
岐阜かかみがはら航空宇宙博物館(空宙博)に展示されているN-62
- 用途：軽飛行機
- 製造者：伊藤忠航空整備
- 初飛行：1964年8月8日
- 生産数：6機
- 運用状況：運用終了・展示

N-62 イーグレット（N-62 Eaglet）は、1960年代に日本大学工学部（現・理工学部）と伊藤忠航空整備（現・ジャムコ）によって共同開発された軽飛行機。

## 概要
海外メーカーが独占していた第二次世界大戦後の日本の軽飛行機市場に国産機で乗り込むことを計画していた伊藤忠は、前作N-58で得られた経験を基に、木村秀政教授が指導する日大工学部の学生グループとともに1962年（昭和37年）春から独自設計の実用機であるN-62の設計を開始した。1963年（昭和38年）には風洞実験が開始され、1964年（昭和39年）8月8日に原型初号機が初飛行。飛行試験や静強度試験機による地上での破壊試験などを経て1965年（昭和40年）9月6日に航空局の、1966年（昭和41年）にはアメリカ連邦航空局（FAA）の形式証明を取得している。
1965年中には生産型の1号機が完成し、その後1966年までの間に5機が生産され、日大のほかに伊藤忠航空輸送や中日本航空で商業運航やパイロット育成に用いられた。日大の保有機は学生の操縦による2回の韓国訪問飛行にも用いられている。しかし、パーツの輸入や生産設備の不備が生産コストの高騰を招いたこと、安価かつ実用性重視というコンセプトや浅い歴史を原因とした内部艤装の貧弱さなどを原因として需要が伸びず、性能は好評だったものの計6機（および静強度試験機）のみの製造に終わった。
機体は全金属製セミモノコック構造の高翼単葉機で、N-58と同様に日本の国情を反映して短距離離着陸（STOL）性を重視しており、水平尾翼をアンチサーボタブを有するオールフライング式のものとすることで、低速時に優れた安定性・操縦性を発揮することができた。また、同クラスの他機種と比べて激しい曲技飛行が可能であるなど、他の性能も海外製の機体には劣らなかった。内装は価格を下げるために贅沢な装備を廃している。なお、生産型のキャビンは原型初号機のものから後方に10 cm拡大されている。
現存する唯一のN-62は製造番号 0101、民間登録番号 JA3251の機体である。この機体は学校法人日本航空学園の手により飛行可能な状態に修復。飛行許可を受け、1998年（平成10年）11月8日に山梨県の日本航空学園滑走路から岐阜基地（各務原飛行場）まで実際に飛行した。その後、隣接するかかみがはら航空宇宙博物館（後の岐阜かかみがはら航空宇宙博物館/空宙博）に収蔵、展示されている。

## 諸元
出典: 日本の航空宇宙工業 50年の歩み 各論；岡村 N-52 ～ 日本航空機製造 YS-11、The Incomplete Guide to Airfoil Usage
諸元
- 乗員: 4
- 全長: 7.3 m （23 ft 11.4 in）
- 全高: 2.7 m （8 ft 10.3 in）
- 翼幅: 10.8 m（35 ft 5.2 in）
- 翼面積: 14.1 m2 （151.77 sq ft）
- 翼型: NACA 63-615
- 動力: ライカミング O-320-B2B（英語版） 空冷水平対向4気筒、 （160 hp）   × 1
- 自重: 590 kg (1,300 lb)
- 全備重量: 1,000 kg (2,200 lb)

性能
- 最大速度: 217 km/h （117 kn）
- 巡航速度: 200 km/h （110 kn）
- 航続距離: 1000 km （540 NM）
- 実用上昇限度: 6,000 m (20,000 ft)